# هوهانس ایگیتیان
هوهانس هنزیکی ایگیتیان (ارمنی: Հովհաննես Հենզիկի Իգիթյան؛ زادهٔ ۱۴ آوریل ۱۹۶۰) یک مهندس، دیپلمات و سیاستمدار اهل ارمنستان است که از تاریخ ۲۰۲۲ تا کنون سمت سفارت جمهوری ارمنستان در کشورهای لیتوانی و لتونی را برعهده دارد. وی پیشتر از تاریخ ۱۹۹۵ تا تاریخ ۱۹۹۹ سمت نمایندگی دوره اول و سپس از تاریخ ۲۰۱۹ تا تاریخ ۲۰۲۱ سمت نمایندگی دوره هفتم مجلس ملی جمهوری ارمنستان را برعهده داشت.

## زندگی‌نامه
در ۱۴ آوریل ۱۹۶۰ در هادروت به دنیا آمد و از فارغ‌التحصیل شد. 